# سنمار
سِنِمّار یا سِنمار به‌معنای "سیمرغ آفتاب"، نام یک معمار رومی - ایرانی بود که قصر خُوَرنَق (در یک‌مایلیِ شمال نجف، کشور عراق کنونی، در میان‌رودان‌) را به دستور نُعمانِ یکم، پسر امرؤالقیسِ دوم (معروف به «نعمان اَعوَر»، از شاهان لخم‌) در حیره برای پذیرایی از یزدگرد اول ساسانی ساخت. گفته‌اند که او قصر خورنق را چنان ساخته‌بود که در ساعات مختلف روز رنگ عوض می‌کرد: صبح کبودرنگ بود، در نیم‌روز سفید می‌شد و هنگام عصر زرد.
باستانی پاریزی درباره وی گفته است که:
"این مهندس سنمار که من می‌شناسم به‌قول معمارها خورشیدگرا، و «خورکار» بوده -یعنی با نور خورشید در ساختمان‌های خود بازی می‌کرده است- مگر نه این است که در ساعات مختلف روز، نور خورشید، بر ساختمان او رنگ‌های گوناگون به‌وجود می‌آورده؟"
نعمان، برای آن‌که سِنمار کاخی شبیه یا بهتر از آن برای دیگری نسازد، دستور داد تا او را از بالای کاخی که خود ساخته‌بود به زمین انداختند. ازاین‌رو، «جزای سنمار» (پاداش سنمار) در عربی ضرب‌المثل شده‌است؛ چنان‌که در اشعار برخی شاعران فارسی، از جمله اسدی طوسی، نیز جلوه کرده‌است:
| بخششِ خورشید تام باشد اَز عمر |  | گر بکُشندم به‌سانِ سنجر و سِنمار |

بهرام بیضایی نیز نمایشنامه‌ای به نام مجلس قربانی سنمار دربارهٔ سرگذشت سنمار نوشته است.